# Simultaneous Multithreading
Der Begriff Simultaneous Multithreading (kurz SMT; deutsch etwa „simultaner Mehrfadenbetrieb“) bezeichnet die Fähigkeit eines Mikroprozessors, mittels getrennter Pipelines und/oder zusätzlicher Registersätze mehrere Threads gleichzeitig auszuführen. Hiermit stellt SMT eine Form des hardwareseitigen Multithreadings dar.
Die derzeit wohl bekannteste Form des SMT ist Intels Hyper-Threading-Technik (HTT) für Pentium 4, Xeon, Atom und Core i und neuer, aber auch Prozessoren anderer Hersteller verfügen über SMT, z. B. Cell, Power ab POWER5 und POWER6 von IBM und die Prozessorserien von AMD ab der Zen-Architektur, Ryzen und EPYC.
SMT wurde in den 1990er Jahren unter anderem von Hank Levy und Susan Eggers entwickelt. Eggers erhielt vor allem dafür 2018 den Eckert-Mauchly Award. In der Würdigung für Eggers der IEEE Computer Society wurde SMT als bedeutendster Beitrag zur Computerarchitektur der letzten 30 Jahre bezeichnet.

## Funktionsweise
Ziel von SMT ist es, die bereits aufgrund der Pipeline-Architektur redundant vorhandenen Ressourcen eines Prozessors noch besser auszulasten, als dies bei der Pipeline-Architektur ohnehin möglich ist. Die Pipeline-Architektur arbeitet nur Befehle innerhalb eines Threads ab. Dadurch kann sie nur solche Befehle parallelisieren, die innerhalb eines Threads unabhängig voneinander sind.

### Beispiel für Zweifach-SMT
Die folgenden Pipelinestufen und 2 Threads sind gegeben (IF = Instruction Fetch, ID = Instruction Decoding, OF = Operand Fetch, EX = Execution, WB = Write Back):
| IF | ID | OF | EX | WB |

| LD R6,adr4 ADD R4,R6,1 BEQ R4,R6,j1 BR j2 j1: ADD R4,R4,1 j2: ST R4,adr6 |

| LD R1,adr0 OR R1,R1,0xF0 LD R2,adr1 ADD R3,R1,R2 ST R3,adr2 |

Out-of-Order-Issue und Out-of-Order-Completion
2 Befehle je Takt
Bei einer Datenabhängigkeit fällt die erste EX-Phase des abhängigen Befehls mit der WB-Phase des vorherigen Befehls zusammen.
2 Integereinheiten EX1, EX2

1 Sprungeinheit EX1, EX2

1 Storeeinheit EX1, EX2

1 Load-Einheit EX1, EX2, EX3 EX4
Bei unbedingten Sprüngen ist das Holen des Zielbefehls (IF) nach der ID-Phase erlaubt. Bedingte Sprünge müssen im Falle eines Sprunges die EX2-Phase abarbeiten, bevor die Zielanweisung geladen werden kann. Wenn der Sprung nicht ausgeführt wurde, kann der Befehl parallel zur EX2-Phase wieder aufgenommen werden.
|     | Takte         | 1  | 2  | 3  | 4   | 5   | 6   | 7   | 8   | 9   | 10  | 11  | 12  | 13  | 14  | 15  | 16  | 17  | 18 |  |                   |
|     | LD R6,adr4    | IF | ID | OF | EX1 | EX2 | EX3 | EX4 | EX5 | WB  |     |     |     |     |     |     |     |     |    |  |                   |
|     | LD R1,adr0    | IF | ID | OF | EX1 | EX2 | EX3 | EX4 | EX5 | WB  |     |     |     |     |     |     |     |     |    |  |                   |
|     | LD R2,adr1    |    | IF | ID | OF  | EX1 | EX2 | EX3 | EX4 | EX5 | WB  |     |     |     |     |     |     |     |    |  |                   |
|     | ADD R4,R6,1   |    |    | IF | ID  | OF  |     |     |     | EX1 | EX2 | WB  |     |     |     |     |     |     |    |  |                   |
|     | OR R1,R1,0xF0 |    |    | IF | ID  | OF  |     |     |     | EX1 | EX2 | WB  |     |     |     |     |     |     |    |  |                   |
|     | BEQ R4,R6,m1  |    |    |    | IF  | ID  |     |     |     | OF  |     | EX1 | EX2 | WB  |     |     |     |     |    |  |                   |
|     | ADD R3,R1,R2  |    |    |    | IF  | ID  |     |     |     | OF  | EX1 | EX2 | WB  |     |     |     |     |     |    |  |                   |
|     | BR m2         |    |    |    |     | IF  |     |     |     | ID  |     | OF  | EX1 | EX2 | WB  |     |     |     |    |  |                   |
|     | ST R3,adr2    |    |    |    |     | IF  |     |     |     | ID  | OF  |     | EX1 | EX2 | WB  |     |     |     |    |  |                   |
| j1: | ADD R4,R4,1   |    |    |    |     |     |     |     |     |     |     |     |     | IF  | ID  | OF  | EX1 | EX2 | WB |  | Kein Sprung zu j1 |
| j2: | ST R4,adr6    |    |    |    |     |     |     |     |     |     |     | IF  | ID  | OF  | EX1 | EX2 | WB  |     |    |  |                   |

## Anwendungsgebiete
Simultaneous Multithreading stellt eine kostengünstige, wenn auch wesentlich leistungsärmere Alternative zu Multicore-Prozessoren dar. Die Leistung eines SMT-Prozessors lässt sich allerdings nur dann effektiv nutzen, wenn mehrere parallel zu verarbeitende Aufgaben durchzuführen sind, die durch das Betriebssystem, den Programmierer oder den Compiler auch derart gestaltet wurden, dass sie weitgehend parallel ausführbar sind. Bei vielen modernen Anwendungen ist dies seit einigen Jahren der Fall.

## Abgrenzung
Das Simultaneous Multithreading ist also zwischen Pipeline-Architektur und Mehrkern-Architektur anzusiedeln.

### Abgrenzung zur Pipeline-Architektur/Superskalarität
Von der Pipeline-Architektur unterscheidet sich SMT dadurch, dass die Ausführung mehrerer Threads gleichzeitig möglich ist. Nicht nur Datenverarbeitungseinheiten des Prozessors wie ALU und FPU werden repliziert, sondern auch der Registersatz und die Befehlsdekodierung. Gegenüber dem System erscheint eine SMT-CPU meist wie mehrere unabhängige Prozessoren.
Die Pipeline-Architektur führt Befehle desselben Programms parallel aus, falls möglich. Ist es aufgrund von Abhängigkeiten nicht möglich, werden sie sequenziell ausgeführt. SMT führt die Befehle zweier oder mehrerer Threads (aus einem oder mehreren Programmen) parallel aus, falls möglich. Wenn nicht, werden sie abwechselnd ausgeführt. (Dies kann als „Superskalarität über mehrere Threads“ bezeichnet werden.)
Beide Konzepte versuchen also, durch Parallelisierung der Befehlsverarbeitung, die verschiedenen Einheiten einer CPU besser auszulasten und so Programme schneller zu verarbeiten, ohne die Taktfrequenz oder die Anzahl der befehlsausführenden Einheiten zu erhöhen, wobei der Parallelisierungsgrad bei SMT höher oder gleich, aber nie geringer als der der Pipeline-Architektur ist.

### Abgrenzung zur Mehrkern-Architektur
Von der Multicore-Architektur unterscheidet sich SMT dadurch, dass die dem System gemeldeten Prozessoren einer SMT-CPU keine unabhängigen Prozessoren sind. Bei SMT teilen sich die virtuellen Prozessoren den Zugriff auf dieselben Datenverarbeitungseinheiten (ALU/FPU), während im Mehrkernprozessor jeder Kern seine eigene Datenverarbeitungseinheit besitzt.
Sowohl ein SMT-Prozessor mit zwei Threads als auch ein Doppelkern-Prozessor erscheinen gegenüber dem System als zwei Prozessoren. Jedoch handelt es sich bei einem Doppelkern-Prozessor um zwei tatsächlich unabhängige und dementsprechend schnelle Prozessoren, während es sich bei SMT um einen Prozessor mit zwei oder mehr Hardware-Threads handelt.

## Prozessoren mit SMT
- Intel x86
  - Intel Pentium 4 (Hyper-Threading)
  - Intel Xeon (Hyper-Threading)
  - Intel Atom (Hyper-Threading)
  - ab der Nehalem-Mikroarchitektur: Intel-Core-i-Serie
    - Intel Core i3 (außer 8-Gen)
    - Intel Core i5 (außer Quadcore-Modelle des i5)
    - Intel Core i7
    - Intel Core i9
- Power-Architektur, IBM und Partner
  - IBM Cell
  - ab IBM Power5
- SPARC-Architektur, ursprünglich Sun
  - Sun UltraSPARC T1
  - Sun UltraSPARC T2
  - Sun Rock
- AMD x86
  - ab der Zen-Mikroarchitektur
    - AMD Ryzen
    - AMD Epyc
- XMOS